# 蒙武埃
蒙武埃，是西班牙卡斯蒂利亚-莱昂萨莫拉省的一个市镇。 总面积39平方公里，总人口467人（2001年），人口密度12人/平方公里。